# 広島県立三次青陵高等学校
広島県立三次青陵高等学校（ひろしまけんりつ みよしせいりょう こうとうがっこう）は、広島県三次市大田幸町に所在する公立の高等学校。

## 概要
歴史
1920年（大正9年）創立の高等実業補習学校を前身とする。実業学校を経て1948年（昭和23年）の学制改革により新制高等学校となる。以後校名は「双三」から1949年（昭和24年）の高校再編により「塩町」、1968年（昭和43年）工業に関する学科の設置に伴い「三次工業」、1996年（平成8年）には総合学科の設置に伴い、現校名の「三次青陵」へと改称。2015年（平成27年）に創立95周年を迎えた。
設置課程・学科
全日制課程 総合学科 5系列（普通・生活福祉・ビジネス・機械・電気情報）
校訓
「自主・創造・開拓」
校章
3つの楕円と「三次」を表す三角形を組み合わせたものを背景にし中央に「高」の文字を置く。校名の英語表記「MIYOSHI SEIRYO H.S.」が併記されている。
校歌
作詞は田淵実夫、作曲は佐藤正二郎による。歌詞は4番まであり、校名は歌詞中に登場しない。
制服
ブレザータイプ。

## 沿革
- 1920年（大正9年）10月 - 「双三郡高等実業補習学校」が創立。
- 1923年（大正12年）4月 - 「双三実践農学校」と改称。
- 1928年（昭和3年）4月 - 「広島県立双三実業学校」と改称。
- 1948年（昭和23年）5月3日 - 学制改革により、実業学校が廃止され、新制高等学校「広島県双三高等学校」が発足。
- 1949年（昭和24年）4月30日 - 高校三原則に基づく公立高等学校の再編により、「広島県塩町高等学校」と改称。
  - 普通科・生活科・農業科・畜産科を設置。
- 1961年（昭和36年）4月1日 - 「広島県三次工業高等学校」を併設。機械科と電気科の2学科を設置。塩町高等学校としての募集を停止。
- 1962年（昭和37年）4月1日 - 定時制・布野分校を広島県三次高等学校へ移管。
- 1963年（昭和38年）4月1日 - 化学工学科を設置。広島県塩町高等学校が廃止される。
- 1967年（昭和42年）4月1日 - 建設科を設置。
- 1968年（昭和43年）10月1日 - 「広島県立三次工業高等学校」と改称（県の後に「立」が付される）。
- 1971年（昭和46年）1月 - 体育館が完成。
- 1982年（昭和57年）10月 - 格技場（一心館）が完成。
- 1985年（昭和60年）4月1日 - 電子科を設置。
- 1989年（平成元年）3月31日 - 化学工学科を廃止。
- 1996年（平成8年）4月1日 - 総合学科を設置し、「広島県立三次青陵高等学校」（現校名）と改称。 工業に関する学科の募集を停止。
- 1998年（平成10年）3月31日 - 登校路整備。

## 部活動
運動系
- 硬式野球部
- サッカー部
- 男子バスケットボール部
- 女子バスケットボール部
- 女子バレーボール部
- 卓球部
- ソフトテニス部
- 陸上競技部

文化系
- 吹奏楽部
- 美術部
- 写真部
- 文芸部
- 家庭科部

工業系
- 電子工作部
- マルチメディア研究部
- 機械研究部